# Kolej Locarno - Madonna del Sasso

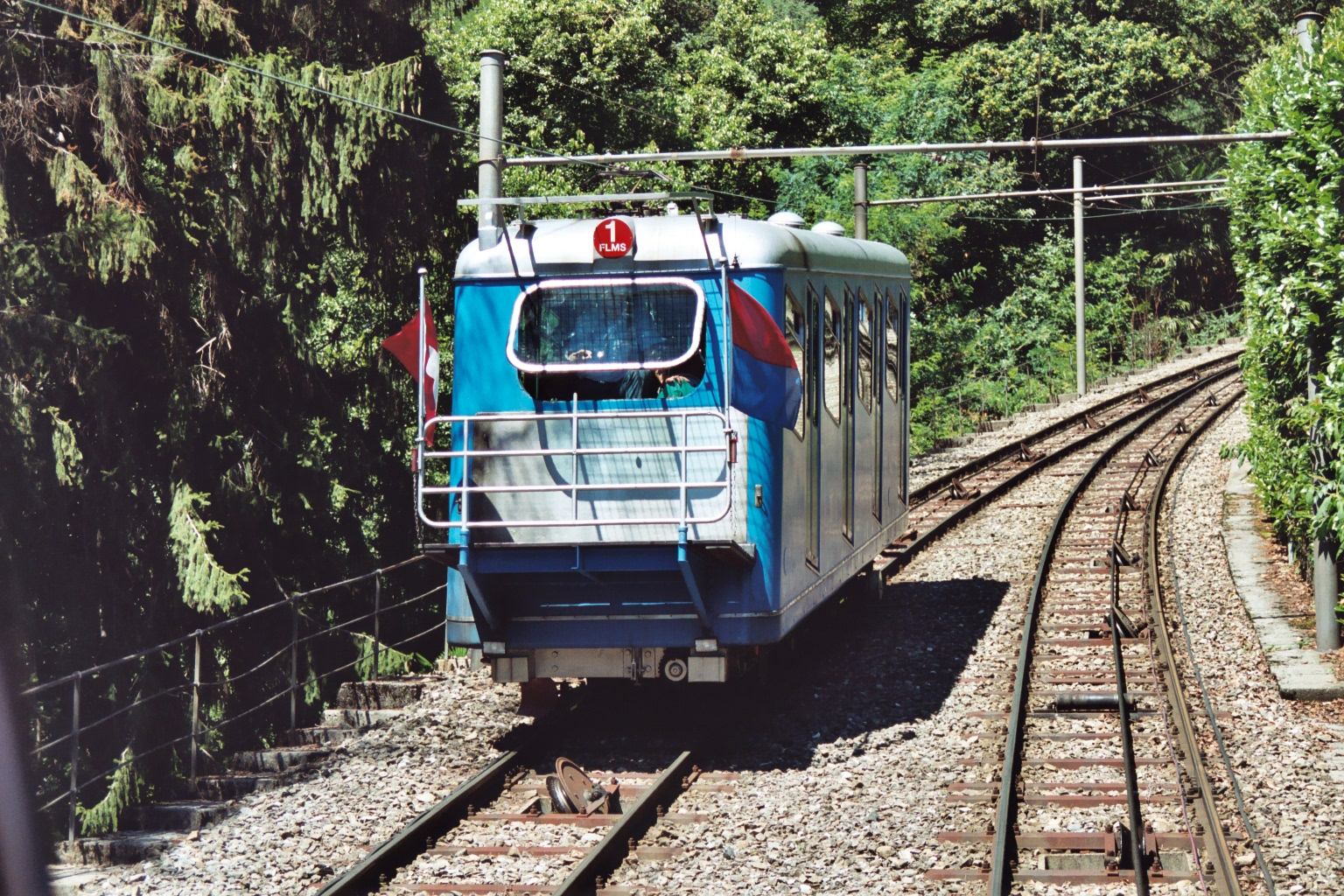
Widok z trasy

Kolej Locarno - Madonna del Sasso (wł. Funicolare Locarno–Madonna del Sasso - FLMS) – kolej linowo-terenowa, łącząca centrum Locarno z sanktuarium Madonna del Sasso (Szwajcaria). Uprzystępnia turystom nie tylko samo miejsce kultu, ale także platformy widokowe na miasto i liczne szlaki górskie w masywie Cardada - Cimetta.

## Charakterystyka
Kolej o rozstawie szyn 1000 mm ma długość 825 metrów, przewyższenie 173 metry i nachylenie trasy 300‰. Na trasie znajduje się 85-metrowy tunel. Wagony kursujące na linii pochodzą z 1958 i mieszczą po 70 osób każdy. Pierwszą koncesję na budowę otrzymano w 1897, ale trasa została otwarta dopiero w 1906. Gruntowny remont odbył się w 1984.

## Przystanki
Kolejne przystanki to: Locarno, Grand Hotel, Belvedere, Santuario Madonna del Sasso, Orselina (406 m n.p.m.). Z Orseliny podróż można kontynuować koleją linową na Cardadę (1340 m n.p.m.), skąd, po kolejnej przesiadce, można wjechać jeszcze wyżej - wyciągiem krzesełkowym na Cimettę (1650 m n.p.m.).

## Galeria

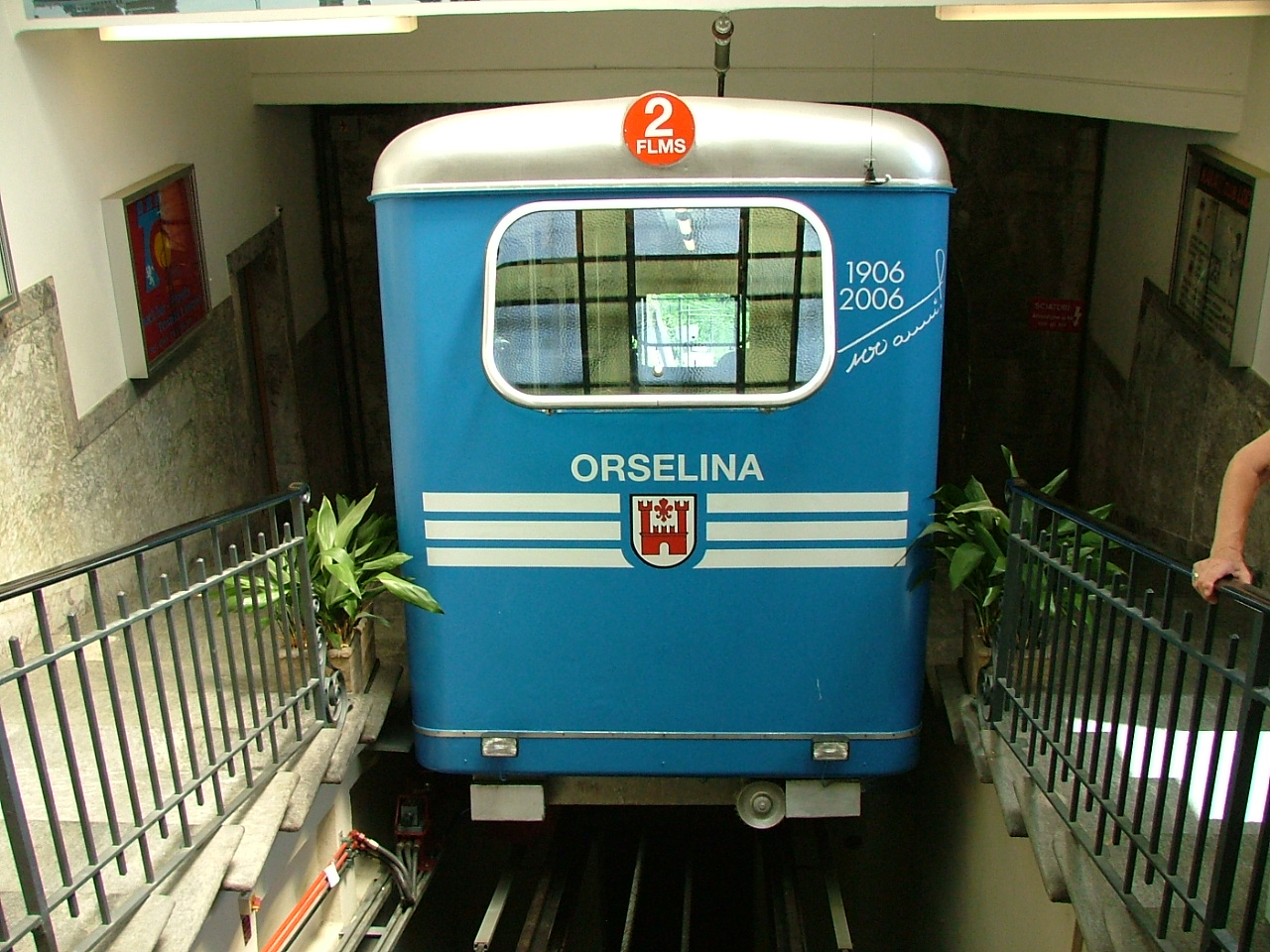
Wagon
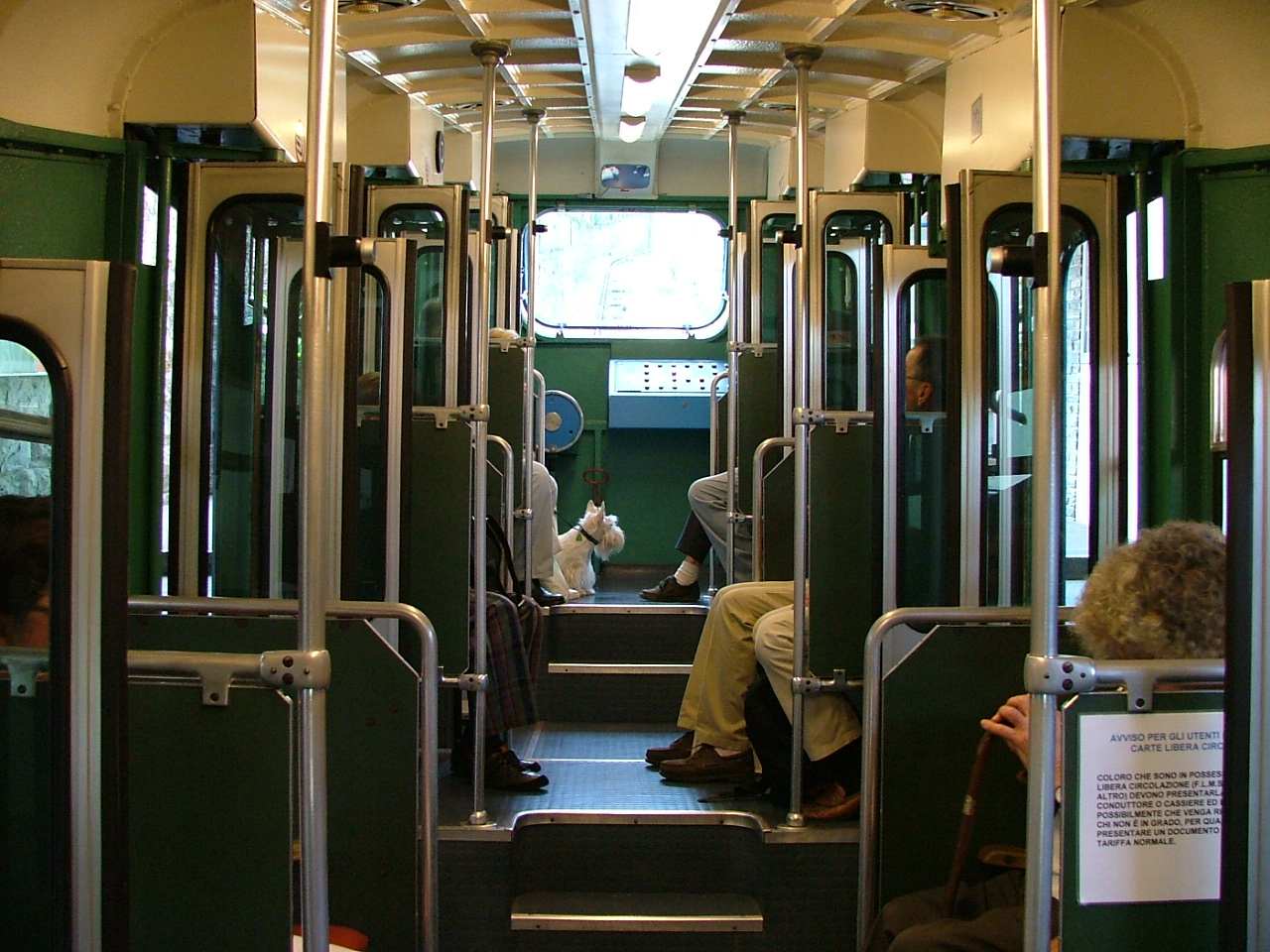
Wnętrze wagonu
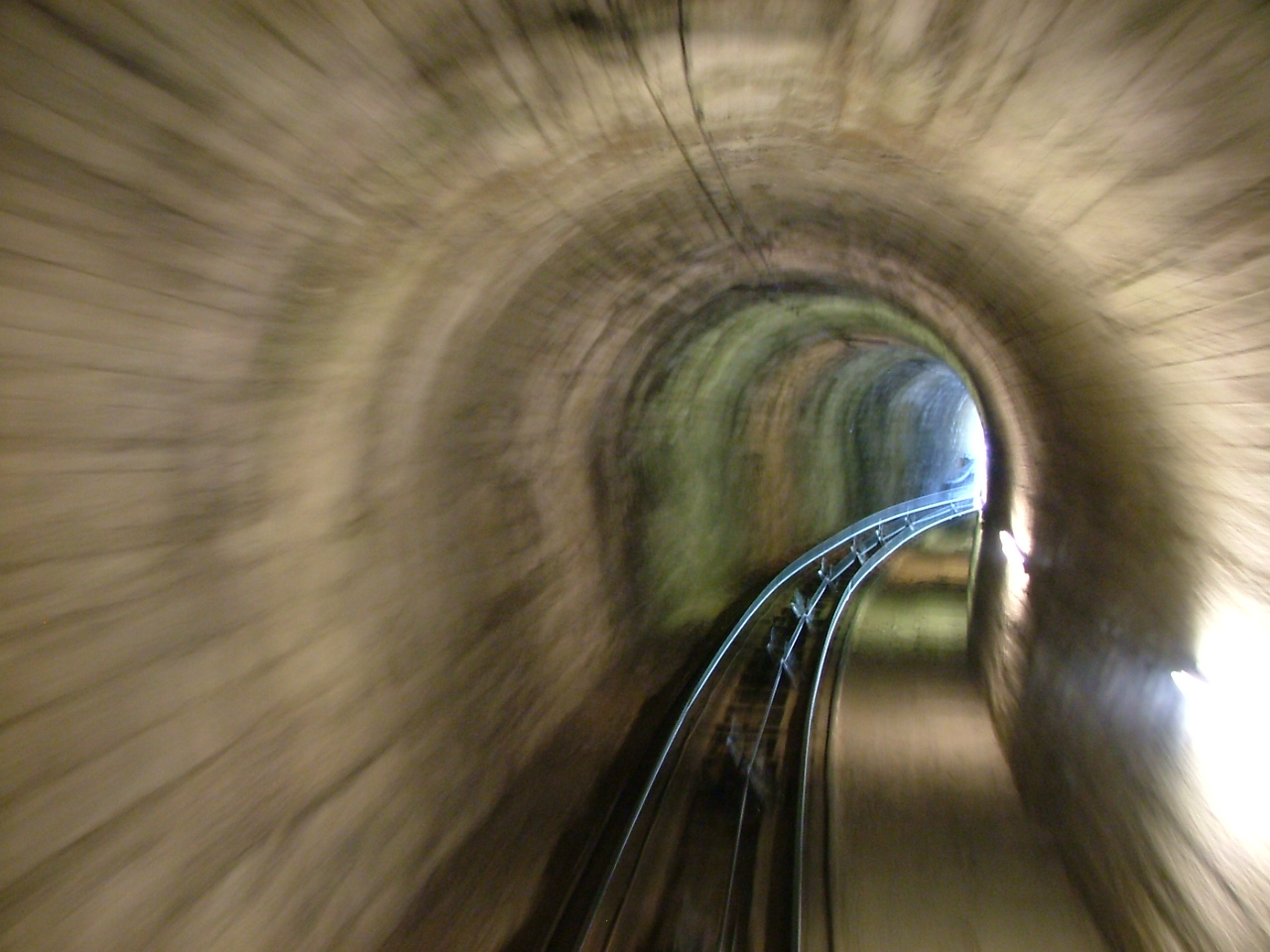
Tunel
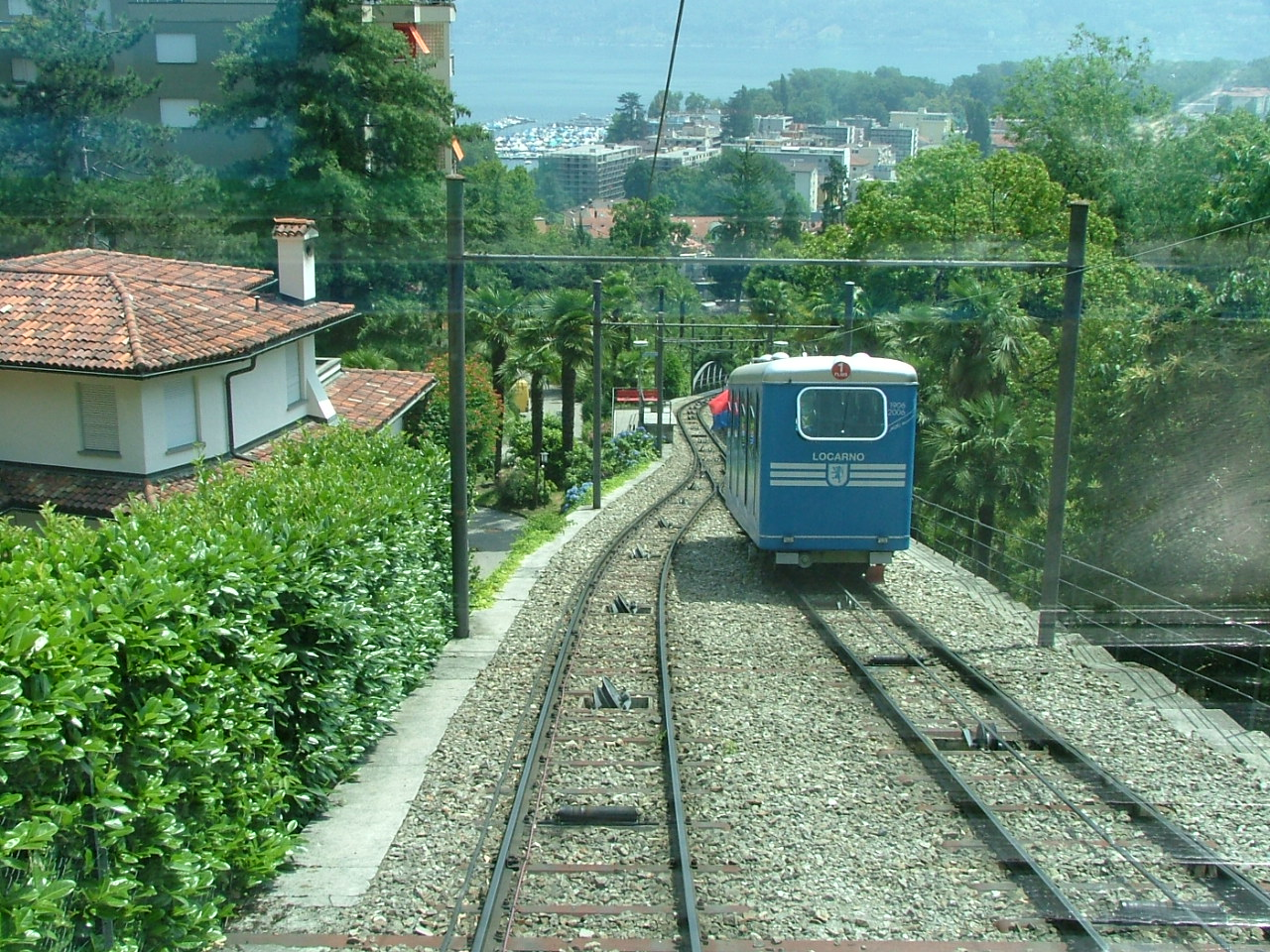
Wagon na trasie